# Lazar Zličić
Lazar Zličić (Újvidék, 1997. február 7. –) szerb utánpótlás-válogatott labdarúgó, a szerb élvonalbeli Novi Pazar középpályása.

## Pályafutása

### Klubcsapatokban
Zličić szülővárosában, az FK Vojvodina csapatában kezdte el labdarúgó-pályafutását. Első szerb élvonalbeli mérkőzésén, 2015. november 6-án az FK Radnik Surdulica ellen góllal debütált. A 2015-2016-os szezonban a szerb másodosztályú FK Proleter Novi Sad labdarúgója volt kölcsönben. 2018 és 2020 között az FK Voždovac csapatában futballozott. 2020 augusztusa óta a magyar élvonalbeli Kisvárda csapatának labdarúgója. Két év latt 45 bajnoki mérkőzésen lépett pályára, egy gólt szerzett és kettőt készített elő.
2022 augusztusától a kazah FC Aksu csapatánál folytatta pályafutását.

### A válogatottban
Többszörös szerb utánpótlás-válogatott, legutóbb 2017-ben szerepelt a szerb U21-es válogatottban.

## Sikerei, díjai

### Klubcsapatokban
Kisvárda
- Magyar labdarúgó-bajnokság ezüstérmes: 2021–22